# Rudawka (rodzaj ssaków)
Rudawka (Pteropus) – rodzaj ssaków z podrodziny Pteropodinae w obrębie rodziny rudawkowatych (Pteropodidae). Nazywane są również kalongami lub lisami latającymi. Wiele gatunków jest zagrożonych wyginięciem, ze względu na wysoki poziom polowań w celach konsumpcyjnych, bądź medycznych. Zwierzęta są także zabijane dla sportu.

## Rozmieszczenie geograficzne
Rodzaj obejmuje gatunki występujące w strefie tropikalnej i subtropikalnej Australii, Afryki, Azji i Oceanii.

## Morfologia
Długość ciała 92–370 mm, długość ucha 9–42 mm, długość tylnej stopy 26–78 mm, długość przedramienia 80–230 mm; masa ciała 92–1500 g. Gatunki zaliczane do tego rodzaju są największymi nietoperzami na świecie. Rozpiętość ich skrzydeł sięga do 1,7 m (P. medius). Żywią się kwiatami, nektarem i owocami. Odpoczywają w dużych stadach uwieszone na gałęziach, z głową skierowaną w dół.

## Systematyka
Rodzaj zdefiniował w 1762 roku francuski zoolog Mathurin Jacques Brisson w książce swojego autorstwa poświęconej klasyfikacji królestwa zwierząt. Brisson w swoim pierwotnym opisie nie wymienił żadnego gatunku; w ramach późniejszego oznaczenia w 1998 roku Międzynarodowa Komisja Nomenklatury Zoologicznej na gatunek typowy wyznaczyła rudawkę mauritiuską (P. niger).

### Etymologia
- Pteropus: gr. πτερόπους pteropous ‘skrzydłostopy’, od πτερον pteron ‘skrzydło’; πους pous, ποδος podos ‘stopa’[12].
- Spectrum: łac. spectrum ‘zjawa, widmo’, od specere ‘patrzeć na’[13]. Gatunek typowy (oznaczenie monotypowe): Vespertilio vampyrus Linnaeus, 1758.
- Eunycteris: gr. ευ eu ‘typowy’; νυκτερις nukteris, νυκτεριδος nukteridos ‘nietoperz’[14]. Gatunek typowy (oznaczenie monotypowe): Pteropus phaiops Temminck, 1825 (= Pteropus rufus É. Geoffroy Saint-Hilaire, 1803).
- Pselaphon: gr. ψηλαφαω pselaphao ‘szukać po omacku’[15]. Gatunek typowy (oznaczenie monotypowe): Pteropus ursinus Temminck, 1837 (Pteropus pselaphon Lay, 1829).
- Sericonycteris: gr. σηρικον sērikon ‘jedwab’; νυκτερις nukteris, νυκτεριδος nukteridos ‘nietoperz’[16]. Gatunek typowy: Matschie wymienił kilka gatunków – Pteropus capistratus W.C.H. Peters, 1876, Pteropus rubricollis von Siebold, 1824 (= Pteropus dasymallus Temminck, 1825), Pteropus heudei Matschie, 1899[c], Pteropus molossinus Temminck, 1853, Pteropus personatus Temminck, 1825, Pteropus temminckii W.C.H. Peters, 1867, Pteropus petersi Matschie, 1899 (= Pteropus temminckii W.C.H. Peters, 1867) i Pteropus woodfordi O. Thomas, 1888 – z których gatunkiem typowym jest Pteropus rubricollis von Siebold, 1824 (= Pteropus dasymallus Temminck, 1825).

### Podział systematyczny
Do rodzaju należą następujące gatunki:
| Grafika | Gatunek                 | Autor i rok opisu                            | Nazwa zwyczajowa       | Podgatunki         | Rozmieszczenie geograficzne | Podstawowe wymiary                                                          | Status IUCN |
| ------- | ----------------------- | -------------------------------------------- | ---------------------- | ------------------ | --- | --------------------------------------------------------------------------- | ----------- |
|         | Pteropus personatus     | Temminck, 1825                               | rudawka zamaskowana    | 2 podgatunki       | endemit Indonezji: północne Moluki (Halmahera i Obi) i Wyspy Raja Ampat (Gag) | DC: 12,4–14,9 cm DO: bezogonowy DP: 8,6–9,8 cm MC: 92–153 g                 | LC          |
|         | Pteropus lombocensis    | Dobson, 1878                                 | rudawka plantacjowa    | 3 podgatunki       | zachodnie Małe Wyspy Sundajskie (Lombok, Sumbawa, Flores, Lembata, Pantar, Alor i Timor); zakres wysokości: do 880 m n.p.m.                                                                                      | DC: 15–18 cm DO: bezogonowy DP: 11–12,2 cm MC: 215–360 g                    | DD          |
|         | Pteropus scapulatus     | W.C.H. Peters, 1862                          | rudawka eukaliptusowa  | gatunek monotypowy | endemit Australii (śródlądowe i przybrzeżne obszary na północy i wschodzie; także niektóre obszary Terytorium Północnego oraz wyspy Cieśniny Torresa i Queensland)                                               | DC: 12,2–20 cm DO: bezogonowy DP: 11,6–14,3 cm MC: 258–600 g                | LC          |
|         | Pteropus macrotis       | W. Peters, 1867                              | rudawka wielkoucha     | 2 podgatunki       | Nowa Gwinea, Wyspy Raja Ampat (Salawati) i Wyspy Aru; niepewny na wyspie Boigu (Australia); zakres wysokości: 0–500 m n.p.m.                                                                                     | DC: 17,9–24 cm DO: bezogonowy DP: 11,2–15,7 cm MC: 214–480 g                | LC          |
|         | Pteropus gilliardi      | Van Deusen, 1969                             | rudawka samotna        | gatunek monotypowy | endemit Papui-Nowej Gwinei: Archipelag Bismarcka (Nowa Brytania i wschodnia Nowa Irlandia); zakres wysokości: 200–2300 m n.p.m.                                                                                  | DC: 15,4–17,8 cm DO: bezogonowy DP: 11,4–12 cm MC: około 400 g              | VU          |
|         | Pteropus mahaganus      | Sanborn, 1931                                | rudawka mahagańska     | gatunek monotypowy | Papua Nowa Gwinea (Buka, Wyspa Bougainville’a) i Wyspy Salomona (Choiseul, Santa Isabel i Tanabuli); zakres wysokości: do 600 m n.p.m.                                                                           | DC: 19–23 cm DO: bezogonowy DP: 12,6–15,3 cm MC: 325–520 g                  | LC          |
|         | Pteropus woodfordi      | O. Thomas, 1888                              | rudawka najmniejsza    | gatunek monotypowy | endemit Wysp Salomona: Fauro, Nowa Georgia, Wyspy Russella, Nggela, Malaita i Guadalcanal; zakres wysokości: do 1200 m n.p.m.                                                                                    | DC: 9,2–14,5 cm DO: bezogonowy DP: 8–9,6 cm MC: około 150 g                 | LC          |
|         | Pteropus molossinus     | Temminck, 1853                               | rudawka mikronezyjska  | gatunek monotypowy | endemit Mikronezji: atole Pakin i Ant i wyspa Pohnpei; niepotwierdzony na Mortlock Islands; zakres wysokości: 0–770 m n.p.m.                                                                                     | DC: 14–14,8 cm DO: bezogonowy DP: 9,4–9,8 cm MC: około 129 g                | EN          |
|         | Pteropus pelagicus      | von Kittlitz, 1836                           | rudawka wyspowa        | 2 podgatunki       | endemit Mikronezji: środkowe i południowe Mortlock Islands (być może wytępiony w atolu Losap w północnych Mortlock Islands) oraz atole Chuuk i Namonuito                                                         | DC: 15–18,6 cm DO: bezogonowy DP: 10,1–10,5 cm MC: 142–203 g                | EN          |
|         | Pteropus tokudae        | Tate, 1934                                   | rudawka guamska        | gatunek monotypowy | endemit Guamu: południowe Mariany w północno-zachodniej części Oceanu Spokojnego | DC: 14–51 cm DO: bezogonowy DP: brak danych MC: około 152 g                 | EX          |
|         | Pteropus ornatus        | J.E. Gray, 1870                              | rudawka ozdobna        | 2 podgatunki       | endemit Nowej Kaledonii: Nowa Kaledonia, Île des Pins i Wyspy Lojalności (Lifou i Maré); zakres wysokości: 0–1100 m n.p.m.                                                                                       | DC: 18–18,7 cm DO: bezogonowy DP: 14,2–16,2 cm MC: 285–325 g                | VU          |
|         | Pteropus ocularis       | W.C.H. Peters, 1867                          | rudawka seramska       | gatunek monotypowy | endemit Indonezji: środkowe Moluki (Buru, Ambon i Seram | DC: około 19,5 cm DO: bezogonowy DP: 13,2–14,5 cm MC: 200–400 g             | VU          |
|         | Pteropus neohibernicus  | W.C.H. Peters, 1876                          | rudawka duża           | 2 podgatunki       | Wyspy Raja Ampat (Gebe i Misool), Nowa Gwinea, Archipelag Bismarcka i Wyspy Admiralicji (manus); zakres wysokości: 0–1400 m n.p.m.                                                                               | DC: 23–27 cm DO: bezogonowy DP: 16,5–22 cm MC: 1–1,5 kg                     | LC          |
|         | Pteropus griseus        | (É. Geoffroy Saint-Hilaire, 1810)            | rudawka szara          | 3 podgatunki       | wschodnie Małe Wyspy Sundajskie (Flores, Alor, Wetar, Timor i Babar), Mantalu Daka, Peleng, Selayar i Wyspy Banda; zakres wysokości: 0–190 m n.p.m.                                                              | DC: 17–22 cm DO: bezogonowy DP: 11,3–13 cm MC: 230–370 g                    | VU          |
|         | Pteropus admiralitatum  | O. Thomas, 1894                              | rudawka admiralska     | gatunek monotypowy | Wyspy Admiralicji, Wyspy Purdy, Wyspy Świętego Macieja, Archipelag Bismarcka, Nissan, Wyspy Carteret i Wyspy Salomona (na południe do Malaity i Guadalcanalu)                                                    | DC: 17,1–23 cm DO: bezogonowy DP: 11,8–13 cm MC: 205–334 g                  | LC          |
|         | Pteropus speciosus      | Andersen, 1908                               | rudawka piękna         | gatunek monotypowy | Filipiny (południowe Mindanao i Archipelag Sulu) i Indonezja (Karakelong, Masalembu i Mata Siri) | DC: brak danych DO: bezogonowy DP: 12–12,5 cm MC: około 400 g               | DD          |
|         | Pteropus hypomelanus    | Temminck, 1853                               | rudawka zmienna        | 16 podgatunków     | wiele wysp przybrzeżnych i nizin przybrzeżnych od Malediwów na wschód przez Azję Południowo-Wschodnią do Melanezji; zakres wysokości: 0–900 m n.p.m.                                                             | DC: 19,4–22 cm DO: bezogonowy DP: 12,5–14,5 cm MC: 300–420 g                | NT          |
|         | Pteropus brunneus       | Dobson, 1878                                 | rudawka ciemna         | gatunek monotypowy | endemit Australii: The Percy Group u wybrzeży Queenslandu (dokładna wyspa niepewna) | DC: około 21 cm DO: bezogonowy DP: około 11,8 cm MC: szacunkowo około 200 g | EX          |
|         | Pteropus melanotus      | E. Blyth, 1863                               | rudawka czarnoucha     | 5 podgatunków      | Andamany (Andaman Południowy i Rutland), Nikobary, Enggano i Nias (na zachód od Sumatry) oraz Wyspa Bożego Narodzenia; zakres wysokości: 0–900 m n.p.m.                                                          | DC: brak danych DO: bezogonowy DP: 11–16,5 cm MC: 220–500 g                 | VU          |
|         | Pteropus alecto         | Temminck, 1837                               | rudawka żałobna        | 4 podgatunki       | Małe Wyspy Sundajskie (Jawa na wschód do Savu), Celebes (wraz z wyspą Selayar), południowa Nowa Gwinea oraz północna i wschodnia Australia (wraz z kilkoma wyspami); zakres wysokości: 0–1000 m n.p.m.           | DC: 18,6–28 cm DO: bezogonowy DP: 15,3–1901 cm MC: 590–880 g                | LC          |
|         | Pteropus conspicillatus | J. Gould, 1850                               | rudawka okularowa      | 2 podgatunki       | północne Moluki, przybrzeżna Nowa Gwinea i pobliskie wyspy oraz północno-wschodnia Australia (północno-wschodni Queensland); zakres wysokości: 0–200 m n.p.m.                                                    | DC: 23–29 cm DO: bezogonowy DP: 15–18,9 cm MC: 0,5–1 kg                     | EN          |
|         | Pteropus pohlei         | G. Stein, 1933                               | rudawka tropikalna     | gatunek monotypowy | endemit Indonezji: wyspy Zatoki Cenderawasih (Rani, Numfoor i Yapen) u wybrzeży północno-zachodniej Nowej Gwinei                                                                                                 | DC: 17,6–21 cm DO: bezogonowy DP: 12,6–13,5 cm MC: 315–360 g                | VU          |
|         | Pteropus mariannus      | A.G. Desmarest, 1822                         | rudawka mariańska      | 3 podgatunki       | Mariany (Farallon de Pajaros na południe do Guam) i zachodnie Karoliny (atol Ulithi) | DC: 19,5–25 cm DO: bezogonowy DP: 12,6–13,5 cm MC: 270–577 g                | EN          |
|         | Pteropus pelewensis     | Andersen, 1908                               | rudawka pelewska       | 2 podgatunki       | Palau (z atolem Kayangel oraz wyspami Sonsorol i Fanna) i zachodnie Karoliny (Yap); zakres wysokości: 0–215 m n.p.m.                                                                                             | DC: 14,8–32 cm DO: bezogonowy DP: 10,1–14,4 cm MC: 130–420 g                | VU          |
|         | Pteropus tonganus       | Quoy & Gaimard, 1830                         | rudawka pacyficzna     | 3 podgatunki       | od wysp Koil i Karkar (północno-wschodnia Nowa Gwinea) na wschód do Wysp Cooka (Mangaia i Rarotonga); zakres wysokości: około 0 m n.p.m.                                                                         | DC: 14,5–27 cm DO: bezogonowy DP: 11,4–17,5 cm MC: 420–550 g                | LC          |
|         | Pteropus ualanus        | W.C.H. Peters, 1883                          | rudawka nadbrzeżna     | gatunek monotypowy | endemit Mikronezji: Kosrae; zakres wysokości: 0–635 m n.p.m. | DC: 18,7–23 cm DO: bezogonowy DP: 12,7–13,3 cm MC: brak danych              | EN          |
|         | Pteropus faunulus       | G.S. Miller, 1902                            | rudawka nikobarska     | gatunek monotypowy | Nikobary (Teressa, Bompoka, Camorta, Trinkat, Nankowry i Katchall); prawdopodobnie wymarły na Kar Nikobar; zakres wysokości: 0–200 m n.p.m.                                                                      | DC: około 17 cm DO: bezogonowy DP: 11–13 cm MC: 112–233 g                   | EN          |
|         | Pteropus howensis       | Troughton, 1931                              | rudawka atolowa        | gatunek monotypowy | endemit Wysp Salomona: atol Ontong Java; prawdopodbnie wyspa Nukumanu (Papua-Nowa Gwinea) | DC: 17,6–19,6 cm DO: bezogonowy DP: 11,8–12,2 cm MC: brak danych            | CR          |
|         | Pteropus capistratus    | W.C.H. Peters, 1876                          | rudawka maskowa        | gatunek monotypowy | endemit Papui-Nowej Gwinei: Archipelag Bismarcka (wyspy Duke of York, Mioko, Nowa Brytania, Sakar i Umboi); zakres wysokości: do 1200 m n.p.m.                                                                   | DC: 14,5–19,2 cm DO: bezogonowy DP: 10,2–12,2 cm MC: 165–290 g              | VU          |
|         | Pteropus ennisae        | Flannery & J.P. White, 1991                  |                        | gatunek monotypowy | endemit Papui-Nowej Gwinei: Archipelag Bismarcka (Nowa Irlandia) | DC: 15,5–19 cm DO: bezogonowy DP: 10,9–11,8 cm MC: 170–250 g                | VU          |
|         | Pteropus vetulus        | Jouan, 1863                                  | rudawka nowokaledońska | gatunek monotypowy | endemit Nowej Kaledonii: Nowa Kaledonia i Île des Pins | DC: 12,2–14,2 cm DO: bezogonowy DP: 9,2–11,4 cm MC: 120–220 g               | NT          |
|         | Pteropus samoensis      | T.R. Peale, 1848                             | rudawka samoańska      | 2 podgatunki       | Fidżi, Samoa i Samoa Amerykańskie | DC: 17,5–22 cm DO: bezogonowy DP: 12–15,5 cm MC: 220–440 g                  | NT          |
|         | Pteropus coxi           | K.M. Helgen, L.E. Helgen & D.E. Wilson, 2009 | rudawka zapomniana     | gatunek monotypowy | endemit Wysp Samoa: dokładna lokalizacja nieznana | DC: brak danych DO: bezogonowy DP: brak danych MC: brak danych              | EX          |
|         | Pteropus allenorum      | K.M. Helgen, J.E. Helgen & D.E. Wilson, 2009 | rudawka muzealna       | gatunek monotypowy | endemit Wysp Samoa: Upolu | DC: brak danych DO: bezogonowy DP: 11,6 cm MC: brak danych                  | EX          |
|         | Pteropus fundatus       | Felten & Kock, 1972                          | rudawka nizinna        | gatunek monotypowy | endemit Vanuatu (Mota i Vanua Lava) | DC: 13,7–15,2 cm DO: bezogonowy DP: 9,9–10,6 cm MC: 184–190 g               | EN          |
|         | Pteropus anetianus      | (J.E. Gray, 1870)                            | rudawka biała          | 7 podgatunków      | endemit Vanuatu (od Wysp Banksa na południe do Anatom) | DC: 15,5–20 cm DO: bezogonowy DP: 11,7–13,5 cm MC: około 346 g              | VU          |
|         | Pteropus tuberculatus   | W.C.H. Peters, 1869                          | rudawka eremicka       | gatunek monotypowy | endemit Wysp Salomona (Wyspy Santa Cruz (Vanikoro i Teanu)); zakres wysokości: około 0 m n.p.m. | DC: 13,6–17 cm DO: bezogonowy DP: 11,2–13 cm MC: około 230 g                | EN          |
|         | Pteropus nitendiensis   | Sanborn, 1930                                | rudawka namorzynowa    | gatunek monotypowy | endemit Wysp Salomona: Wyspy Santa Cruz (Tinakula, Tomotu Neo i Nendö) | DC: 17,1–17,5 cm DO: bezogonowy DP: 11,6–12,1 cm MC: 210–320 g              | EN          |
|         | Pteropus rayneri        | J.E. Gray, 1870                              | rudawka salomońska     | 5 podgatunków      | archipelag Wyspy Salomona w Papui-Nowej Gwinei i Wyspach Salomona (od Buka na południe do Guadalcanalu i Malaity); zakres wysokości: 0–700 m n.p.m.                                                              | DC: 23–27 cm DO: bezogonowy DP: 13,5–18,7 cm MC: 550–870 g                  | NT          |
|         | Pteropus cognatus       | K. Andersen, 1908                            | rudawka makirska       | gatunek monotypowy | endemit Wysp Salomona: Makira, Ugi i Santa Ana; zakres wysokości: 0–900 m n.p.m. | DC: 16,6–18 cm DO: bezogonowy DP: 12,1–12,9 cm MC: około 288 g              | VU          |
|         | Pteropus rennelli       | Troughton, 1929                              | rudawka rafowa         | gatunek monotypowy | endemit Wysp Salomona: Rennell | DC: 14,5–18,5 cm DO: bezogonowy DP: 9,5–12,8 cm MC: około 179 g             | EN          |
|         | Pteropus temminckii     | W.C.H. Peters, 1867                          | rudawka okazała        | gatunek monotypowy | endemit Indonezji: środkowe Moluki (Buru, Ambon, Seram i pobliskie małe wyspy); zakres wysokości: 0–800 m n.p.m.                                                                                                 | DC: 15,1–17 cm DO: bezogonowy DP: 9,4–10,8 cm MC: 145–155 g                 | VU          |
|         | Pteropus poliocephalus  | Temminck, 1825                               | rudawka szarogłowa     | gatunek monotypowy | endemit Australii: od południowo-wschodnieg Queenslandu (włącznie z Wielką Wyspą Piaszczystą, Moreton i North Stradbroke Island) na południe do Wiktorii)                                                        | DC: 22–28 cm DO: bezogonowy DP: 15,1–17,7 cm MC: 0,4–1,3 kg                 | VU          |
|         | Pteropus livingstonii   | J.E. Gray, 1866                              | rudawka komorska       | gatunek monotypowy | endemit Komorów: Anjouan i Mohéli | DC: około 34 cm DO: bezogonowy DP: 16,1–17,2 cm MC: 576–601 g               | CR          |
|         | Pteropus voeltzkowi     | Matschie, 1909                               | rudawka pembańska      | gatunek monotypowy | endemit Tanzanii: Pemba; zakres wysokości: 0–45 m n.p.m. | DC: 22–26 cm DO: bezogonowy DP: 14,5–16,3 cm MC: 430–610 g                  | VU          |
|         | Pteropus dasymallus     | Temminck, 1825                               | rudawka figowa         | 5 podgatunków      | Japonia (Riukiu), Tajwan (Litao, Lanyu i Guishan Dao, prawdopodobnie wymarły na głównej wyspie) i północne Filipiny                                                                                              | DC: 18,5–23 cm DO: bezogonowy DP: 12,4–14,9 cm MC: 318–662 g                | VU          |
|         | Pteropus pselaphon      | G.T. Lay, 1829                               | rudawka bonińska       | gatunek monotypowy | endemit Japonii: Ogasawara (Chichijima i Hahajima Rettō) i Iō-jima (Kita Iō-jima, Iwoto i Minami Iō-jima); być może inne wyspy                                                                                   | DC: brak danych DO: bezogonowy DP: 13,1–14,5 cm MC: 353–616 g               | EN          |
|         | Pteropus pilosus        | Andersen, 1908                               | rudawka owłosiona      | gatunek monotypowy | endemit Mikronezji: Karoliny | DC: brak danych DO: bezogonowy DP: brak danych MC: brak danych              | EX          |
|         | Pteropus pumilus        | G.S. Miller, 1910                            | rudawka karłowata      | gatunek monotypowy | środkowe i południowe Filipiny (Mindoro na południe do północno-zachodniego Mindanao i Balut) oraz Indonezja (Miangas u wybrzeży Celebes Północnego); zakres wysokości: 0–1250 m n.p.m.                          | DC: 15,5–18 cm DO: bezogonowy DP: 9,4–11,3 cm MC: 145–200 g                 | NT          |
|         | Pteropus lylei          | Andersen, 1908                               | rudawka złotoszyja     | gatunek monotypowy | południowa Tajlandia, środkowa i południowa Kambodża i południowy Wietnam; 1 zapis z Junnanu (Chińska Republika Ludowa) uważany za gatunek obcy                                                                  | DC: około 20 cm DO: bezogonowy DP: 14,5–16 cm MC: 390–480 g                 | VU          |
|         | Pteropus medius         | Temminck, 1825                               | rudawka wielka         | 3 podgatunki       | zachodni Pakistan, Indie, Nepal, Bhutan, Bangladesz, zachodnia Mjanma, Sri Lanka, Malediwy i Andamany; zakres wysokości: 0–2000 m n.p.m.                                                                         | DC: 22–25 cm DO: bezogonowy DP: 16,3–17,6 cm MC: 1–1,2 kg                   | NT          |
|         | Pteropus rodricensis    | Dobson, 1878                                 | rudawka gromadna       | gatunek monotypowy | endemit Mauritiusu (Rodrigues; okaz z wyspy Round Island uważany za zabłąkanego); zakres wysokości: 0–400 m n.p.m.                                                                                               | DC: 15–20 cm DO: bezogonowy DP: 21,1–12,8 cm MC: około 278 g                | EN          |
|         | Pteropus vampyrus       | (Linnaeus, 1758)                             | rudawka malajska       | 6 podgatunków      | południowa kontynentala Azja Południowo-Wschodnia, Wielkie i Małe Wyspy Sundajskie (włacznie z Wyspami Lingga, wyspą Bangka, Wyspami Mentawai i Wyspami Natuna) oraz Filipiny; zakres wysokości: 0–1370 m n.p.m. | DC: 22–29 cm DO: bezogonowy DP: 17,5–23 cm MC: 0,7–1,4 kg                   | EN          |
|         | Pteropus intermedius    | Andersen, 1908                               |                        | gatunek monotypowy | endemit Mjanmy: południowa część kraju; zakres wysokości: 0–1300 m n.p.m. | DC: brak danych DO: bezogonowy DP: około 18 cm MC: brak danych              | DD          |
|         | Pteropus aldabrensis    | F.W. True, 1893                              | rudawka aldabrańska    | gatunek monotypowy | endemit Seszeli: atol Aldabra | DC: 18,4–18,9 cm DO: bezogonowy DP: 12,8–14,1 cm MC: 257–395 g              | EN          |
|         | Pteropus rufus          | É. Geoffroy Saint-Hilaire, 1803              | rudawka madagaskarska  | gatunek monotypowy | endemit Madagaskaru: główna wyspa oraz Nosy Be, Nosy Komba, Nosy Tanikely i Nosy Boraha) | DC: 23–27 cm DO: bezogonowy DP: 15,4–17,3 cm MC: 550–750 g                  | VU          |
|         | Pteropus seychellensis  | A. Milne-Edwards, 1878                       | rudawka seszelska      | 2 podgatunki       | wschodnie Wyspy Wewnętrzne (Mahé, Praslin, La Digue i Silhouette), wyspa Mafia (Tanzania) oraz Komory; zakres wysokości: 0–1000 m n.p.m.                                                                         | DC: około 23 cm DO: bezogonowy DP: 14,7–15,8 cm MC: 370–390 g               | LC          |
|         | Pteropus niger          | (Kerr, 1792)                                 | rudawka mauritiuska    | gatunek monotypowy | Mauritius i Réunion (Francja) | DC: około 23 cm DO: bezogonowy DP: 14,3–17,1 cm MC: 380–540 g               | EN          |
|         | Pteropus subniger       | (Kerr, 1792)                                 | rudawka maskareńska    | gatunek monotypowy | Mauritius i Réunion (Francja); zakres wysokości: 1200–1600 m n.p.m. | DC: brak danych DO: bezogonowy DP: brak danych MC: brak danych              | EX          |
|         | Pteropus aruensis       | W.C.H. Peters, 1867                          | rudawka aruańska       | gatunek monotypowy | endemit Indonezji: Wyspy Aru | DC: około 29 cm DO: bezogonowy DP: około 19 cm MC: brak danych              | CR          |
|         | Pteropus keyensis       | W.C.H. Peters, 1867                          | rudawka pustelnicza    | gatunek monotypowy | endemit Indonezji: Wyspy Kai | DC: około 29 cm DO: bezogonowy DP: 17,9–18,8 cm MC: brak danych             | DD          |
|         | Pteropus melanopogon    | W.C.H. Peters, 1867                          | rudawka czarnobroda    | gatunek monotypowy | endemit Indonezji: środkowe Moluki (Buru, AMbon, Seram oraz pobliskie wyspy) | DC: około 29 cm DO: bezogonowy DP: 18,8–20 cm MC: 860–900 g                 | EN          |
|         | Pteropus chrysoproctus  | Temminck, 1837                               | rudawka molucka        | gatunek monotypowy | endemit Indonezji: środkowe Moluki (Buru, Ambon i Seram) i Wyspy Watubela | DC: 19–26 cm DO: bezogonowy DP: 16,3–17,7 cm MC: 300–420 g                  | VU          |
|         | Pteropus caniceps       | J.E. Gray, 1870                              | rudawka popielatogłowa | gatunek monotypowy | endemit Indonezji (północne Moluki (Halmahera i satelitarne wyspy)); zakres wysokości: 0–1500 m n.p.m. | DC: około 21 cm DO: bezogonowy DP: 18,8–20 cm MC: 860–900 g                 | VU          |

Kategorie IUCN:  LC  – gatunek najmniejszej troski,  NT  – gatunek bliski zagrożenia,  VU  – gatunek narażony,  EN  – gatunek zagrożony,  CR  – gatunek krytycznie zagrożony,  EX  – gatunek wymarły,  DD  – gatunki o nieokreślonym stopniu zagrożenia.